# 辻高志
辻 高志（つじ たかし　1977年4月24日 - ）は、日本の元ラグビー選手、指導者。現在NECグリーンロケッツのコーチを務める。

## プロフィール
- 茨城県出身。
- ポジションはスクラムハーフ（SH）。
- 現役時代のサイズは身長167cm、体重75kg。
- 日本代表キャップは7。

## 略歴
- 1990年、茗渓学園中学校入学。
- 1992年、関東中学生大会優勝、東日本中学生大会優勝に貢献。
- 1995年、東日本高等学校選抜大会準優勝、関東大会Aブロック準優勝、国体7位、全国大会出場に貢献。
- 1996年、同高等学校を卒業。高校では、部活動のラグビーはもちろん、音楽の才能にも長け、学年合唱の指揮者にも抜擢される。
- 1996年、早稲田大学人間科学部に進学しラグビー部に所属。3年時から正SHに定着した。
- 2000年、NECに入社し、同社ラグビー部であるNECグリーンロケッツに所属。
- 2001年、東日本社会人リーグ全試合出場を果たす。
- 2003年、NECが2002年度日本選手権で優勝。
- 2003年、ラグビーワールドカップ第5回大会に日本代表として出場。
- 2008年、シーズンを終え、現役引退。
- 2009年、NECに在籍のまま、出向の形で早稲田大学コーチに就任。
- 2010年、早稲田大学ラグビー蹴球部監督に就任。
- 2012年、早稲田大学ラグビー蹴球部監督を退任(後任は、後藤禎和)。